# دیلاتانت
Dilatant دیلاتانت، ماده‌ای است که در آن ویسکوزیته با افزایش نرخ کرنش برشی افزایش می‌یابد و نمونه‌ای از سیال غیر نیوتنی است. این رفتار در مواد خالص غالباً مشاهده نمی‌شود، اما امکان دارد که در سوسپانسیون‌ها رخ دهد.

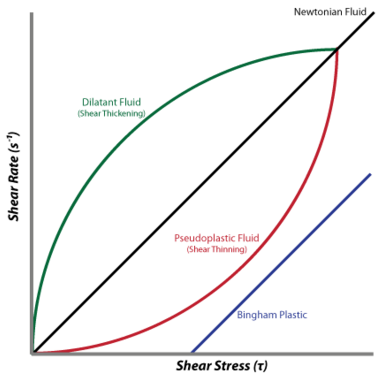

دیلاتانت یک سیال غیر نیوتنی است که در آن ویسکوزیته برشی با اعمال تنش برشی زیاد افزایش می‌یابد. این موضوع، یک نوع انحراف از قانون ویسکوزیته نیوتنی است و توسط عواملی نظیر اندازه، شکل و توزیع ذرات کنترل می‌شود. خواص این سوسپانسیون‌ها به تئوری هاماکر و نیروهای واندروالس بستگی دارند و می‌توانند به صورت الکترواستاتیک یا فضایی تثبیت شوند. رفتار ضخیم شدن برشی زمانی رخ می‌دهد که یک سوسپانسیون کلوئیدی از حالت پایدار به حالت لخته‌سازی تبدیل می‌شود.
این را می‌توان به آسانی با مخلوطی از نشاسته ذرت و آب (که گاهی اوقات اوبلک نامیده می‌شود) مشاهده کرد، در هنگام ضربه یا پرتاب شدن به سطح، به روش‌های غیرمعمولی عمل می‌کند. شن و ماسه‌ای که کاملاً با آب خیس شده است نیز به عنوان یک دیلاتانت عمل می‌کند، مشابه با ظاهر شدن ناحیه خشک هنگام راه رفتن روی ماسه تر می باشد .
تعریف
دو مدل انحراف از قانون نیوتن وجود دارد که در سیستم های واقعی مشاهده می شود. رایج ترین انحراف رفتار نازک شدن برشی است که در آن ویسکوزیته سیستم با افزایش نرخ برش کاهش می یابد. انحراف دوم، رفتار ضخیم شدن برشی است که با افزایش نرخ برش، ویسکوزیته سیستم نیز افزایش می‌یابد. این رفتار به این دلیل مشاهده می شود که سیستم تحت تنش متبلور می شود و بیشتر شبیه یک جامد است تا یک محلول. بنابراین، ویسکوزیته سیال غلیظ کننده برشی به سرعت برش بستگی دارد. وجود ذرات معلق اغلب بر ویسکوزیته محلول تأثیر می گذارد.
سیستم تعلیق تثبیت شده
یک سوسپانسیون، از ترکیبی از یک فاز ریز و ذرات تشکیل یافته است که در یک فاز متفاوت و ناهمگن منتشر شده است. رفتار ضخیم شدن برشی در سیستم‌های حاوی ذرات جامد پراکنده در فاز مایع قابل مشاهده است. این محلول‌ها با کلوئیدهای مختلف اختلاف دارند، زیرا به دلیل ناپایداری خود، تفاوت‌های قابل توجهی دارند. ذرات جامد در این ترکیب به اندازه کافی بزرگ هستند که در نهایت به ته نشینی منجر شوند، در حالی که مواد جامد در یک کلوئید کوچکتر پراکنده شده‌اند و ته نشینی را نشان نمی‌دهند. برای استحکام دهی به سیستم‌های تعلیق، از روش‌های متعددی چون الکترواستاتیک و استریک استفاده می‌شود.

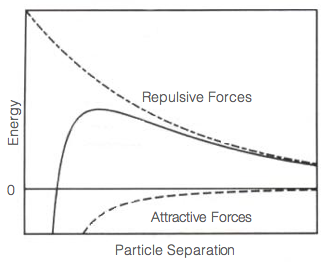
انرژی دافعه به عنوان تابعی از جداسازی ذرات

در یک سوسپانسیون ناپایدار، فاز پراکنده و ذرات تحت تأثیر نیروهای خارجی نظیر گرانش یا نیروهای هاماکر قرار گرفته، از محلول خارج می‌شوند. اثر این نیروها بر بیرون کشیدن فاز ذرات از محلول، به نسبت اندازه ذرات تغییر می‌کند. برای ذرات بزرگ، نیروهای گرانشی اهمیت بیشتری نسبت به فعل و انفعالات ذره-ذره دارند، در حالی که برعکس برای ذرات کوچک این موضوع صادق است.
در یک سوسپانسیون ناپایدار، فاز پراکنده و ذرات تحت تأثیر نیروهای خارجی نظیر گرانش یا نیروهای هاماکر قرار گرفته، از محلول خارج می‌شوند. اثر این نیروها بر بیرون کشیدن فاز ذرات از محلول، به نسبت اندازه ذرات تغییر می‌کند. برای ذرات بزرگ، نیروهای گرانشی اهمیت بیشتری نسبت به فعل و انفعالات ذره-ذره دارند، در حالی که برعکس برای ذرات کوچک این موضوع صادق است.
رفتار ضخیم شدن برشی معمولاً در سوسپانسیون‌های حاوی ذرات کوچک و جامد مشاهده می‌شود، که این نشانگر اهمیت نیروهای جاذبه ذره-ذره هاماکر است. بنابراین، برای تثبیت سیستم تعلیق، لازم است نیروهای دافعه متقابل نیز در سیستم وارد شوند.
نظریه هاماکر جاذبه بین اجسام مانند ذرات را به تفصیل توضیح می‌دهد. این نظریه نشان می‌دهد که نیروهای واندروالس می‌توانند از تأثیر برهمکنش میان دو مولکول با دوقطبی القایی به اجسام در مقیاس ماکروی تبیین شوند. مشابه نیروهای واندروالس، نظریه هاماکر ارتباط بین اجسام را با معکوس مجذور فاصله در ابعاد ذره-ذره توصیف می‌کند.
به عبارت دیگر، در بسیاری از سیستم‌های تعلیق تثبیت‌شده، نیروی دافعه دوربرد وجود دارد که غالباً از نیروی جاذبه هاماکر بر خلاف جاذبه در فواصل بزرگ بین اجسام ناشی می‌شود. این نیروی دافعه موثراً از نزدیک شدن اجسام به یکدیگر جلوگیری می‌کند. با این حال، در فواصل کوتاه، جاذبه هاماکر غالب است و باعث می‌شود ذرات از محلول خارج شده و به یکدیگر بچسبند. دو نیروی معمول دوربرد استفاده شده در تثبیت سیستم تعلیق، الکترواستاتیک و استریک هستند.
سیستم تعلیق تثبیت شده به صورت الکترواستاتیک

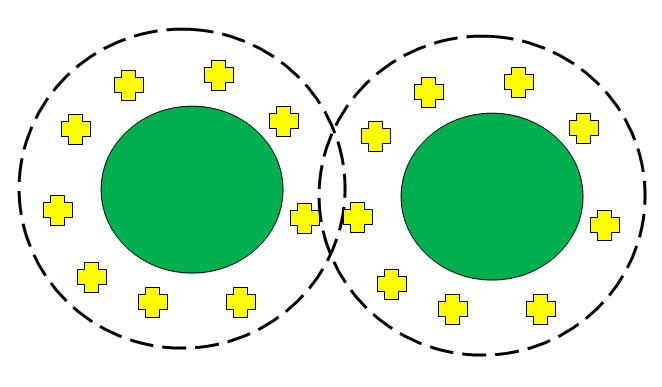
ذره در محلول از طریق نیروی دو لایه الکترواستاتیک تثبیت می شود

تعلیق ذرات باردار در یک الکترولیت مایع که به وسیله اثرات مدل دو لایه هلم هولتز توصیف می‌شود، به وسیله تثبیت این ذرات انجام می‌شود. این مدل دو لایه از دو بخش اصلی تشکیل شده است. لایه اول، سطح باردار ذره است که یک میدان الکترواستاتیکی ایجاد می‌کند که بر یون‌های الکترولیت تأثیر گذار است. در پاسخ به این میدان، یون‌ها یک لایه پراکنده با بار مساوی و مخالف ایجاد می‌کنند که به طور موثر بار سطحی را خنثی می‌کند.
تعلیق ذرات باردار در یک الکترولیت مایع که به وسیله اثرات مدل دو لایه هلم هولتز توصیف می‌شود، به وسیله تثبیت این ذرات انجام می‌شود. این مدل دو لایه از دو بخش اصلی تشکیل شده است. لایه اول، سطح باردار ذره است که یک میدان الکترواستاتیکی ایجاد می‌کند که بر یون‌های الکترولیت تأثیر گذار است. در پاسخ به این میدان، یون‌ها یک لایه پراکنده با بار مساوی و مخالف ایجاد می‌کنند که به طور موثر بار سطحی را خنثی می‌کند.
با این حال، لایه پراکنده خود پتانسیلی را در اطراف ذره ایجاد می‌کند که با الکترولیت حجیم متفاوت است. این تفاوت در پتانسیل، به ویژه در نزدیکی سطح ذره، باعث تثبیت ذرات می‌شود. به عبارت دیگر، مدل دو لایه هلم هولتز به تبیین تعاملات پیچیده بین سطح ذره و اطراف آن با یون‌های الکترولیت کمک کرده و پدیده‌های تثبیتی را به خوبی توصیف می‌کند.
در واقعیت، لایه پراکنده به عنوان یک نیروی دوربرد عمل کرده و در تثبیت ذرات نقش دارد. زمانی که ذرات به یکدیگر نزدیک می‌شوند، لایه پراکنده یک ذره با ذره دیگر همپوشانی دارد و این همپوشانی باعث ایجاد نیروی دافعه می‌شود. این نیروی دافعه، تاثیر مستقیم در جلوگیری از نزدیک شدن ذرات به یکدیگر دارد و در نتیجه، تثبیت سیستم را تسهیل می‌کند.
به عبارت دیگر، وقتی که لایه پراکنده ذره با ذره در نقاط نزدیک هم همپوشانی دارد، نیروهای دافعه به عنوان پاسخ به این همپوشانی فعال می‌شوند. این پدیده در تعلیق ذرات، به ویژه در حضور الکترولیت‌های مایع، به تثبیت موثر ذرات کمک کرده و از تجمع غیرمطلوب ذرات جلوگیری می‌کند.
{\displaystyle V=\pi R\left({\frac {-H}{12\pi h^{2}}}+{\frac {64Ck_{\text{B}}T\Gamma ^{2}e^{\kappa }h}{\kappa ^{2}}}\right),}
- v, energy between a pair of colloids,
- R, radius of colloids,
- H, Hamaker constant between colloid and solvent,
- h, distance between colloids,
- C, surface ion concentration,
- K, Boltzmann constant,
- T, temperature in kelvins,
- {\displaystyle \Gamma ,} surface excess,
- {\displaystyle \kappa ,} inverse Debye length.

سوسپانسیون‌های تثبیت‌شده فضایی از الکترواستاتیک با تعامل فیزیکی زنجیره‌های پلیمری که به سطح ذرات متصل هستند، برای تثبیت تعلیق استفاده می‌شوند. این زنجیره‌های پلیمری عمل می‌کنند که به عنوان فاصله‌دهنده عمل کرده و ذرات معلق را در فاصله کافی از یکدیگر جدا نگه می‌دارند. این کار باعث جلوگیری از تسلط جاذبه هاماکر و خروج ذرات از حالت تعلیق می‌شود.
پلیمرها معمولاً به دو صورت یا پیوند می‌شوند یا بر روی سطح ذره جذب می‌شوند. در پلیمرهای پیوندی، ستون فقرات زنجیره پلیمری به صورت کووالانسی به سطح ذرات متصل می‌شود. در مقابل، یک پلیمر جذب شده یک کوپلیمر متشکل از ناحیه لیوفوبیک و لیوفیلیک است. در اینجا، ناحیه لیوفوبیک به صورت غیرکووالانسی به سطح ذرات می‌چسبد و ناحیه لیوفیلیک مرز فضایی یا فاصله‌ساز را تشکیل می‌دهد. این مکانیسم باعث ایجاد یک لایه میانی پلیمری بین ذرات می‌شود که به تثبیت سیستم تعلیق کمک می‌کند و از نفوذ جاذبه هاماکر جلوگیری می‌کند.
سوسپانسیون های پایدار شده به صورت استریل
نظریه های پایه رفتار ضخیم شدن برشی

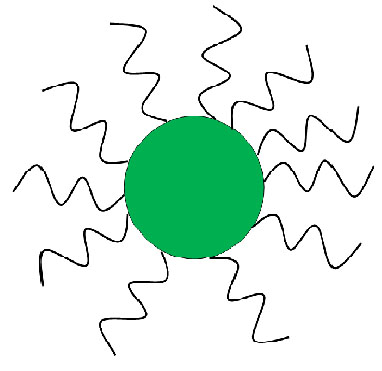
ذرات در سوسپانسیون از طریق مانع فضایی تثبیت شدند.

دیلاتانسی در یک کلوئید، به عنوان توانایی آن برای نظم دادن در حضور نیروهای برشی، به نسبت نیروهای بین ذره‌ای بستگی دارد. در صورتی که نیروهای بین ذره‌ای مانند نیروهای واندروالس از غالب باشند، ذرات معلق در لایه‌های مرتب باقی می‌مانند. اما، زمانی که نیروهای برشی غالب می‌شوند، ذرات وارد حالت لخته شدن می‌شوند و دیگر در حالت تعلیق قرار نمی‌گیرند. در این حالت، ذرات شروع به رفتار مانند یک جامد، یعنی به هم چسبیده و سازمان‌یافته عمل می‌کنند.
هنگامی که نیروهای برشی حذف می‌شوند، ذرات از هم جدا می‌شوند و یک بار دیگر یک سوسپانسیون پایدار تشکیل می‌دهند. این تغییرات در رفتار کلوئید از حالت معلق به حالت لخته و سپس به سوسپانسیون پایدار، به ویژه در مواجه با نیروهای برشی، اهمیت تعادل بین نیروهای بین ذره‌ای و نیروهای برشی را نشان می‌دهد.
رفتار ضخیم شدن برشی در مواد جامد معلق در مایع به شدت به کسر حجمی (حجم ذرات در مایع) بستگی دارد. هر چه کسر حجمی بیشتر باشد، برای شروع رفتار ضخیم شدن برشی کمتری از نیروهای خارجی لازم است. کسر حجمی به اصطلاح نسبت حجم ذرات به حجم کل مخلوط مایع و ذرات گفته می‌شود.
نرخ برشی که در آن سیال از یک جریان نیوتنی به یک رفتار ضخیم شدن برشی تبدیل می‌شود، به عنوان نرخ برش بحرانی شناخته می‌شود. این نرخ بحرانی میزان نیروی برش لازم برای شروع رفتار ضخیم شدن برشی را نشان می‌دهد. در واقع، زمانی که نرخ برشی از مقدار بحرانی بیشتر می‌شود، سیال از یک رفتار نیوتنی به رفتار ضخیم شدن برشی تغییر می‌کند. این ویژگی به اهمیت مطالعه رفتار رئولوژیک سیالات و مواد جامد معلق در آنها برای اندازه‌گیری و توصیف مشخصه‌های مختلف سیالات و مواد جامد استفاده می‌شود.
نظم به انتقال بی نظمی
در حالتی که یک محلول تثبیت‌شده غلیظ با نرخ برشی نسبتاً کم برش می‌شود، برهمکنش‌های دافعه ذره-ذره توانسته‌اند ذرات را در یک ساختار منظم، لایه‌ای و متعادل نگه دارند. در این شرایط، نیروهای برشی کمتر از نیروهای دافعه ذره-ذره هستند و ذرات در یک ترتیب نسبتاً مرتب قرار دارند.
اما در نرخ‌های برشی بالاتر از نرخ برش بحرانی، نیروهای برشی که ذرات را به هم فشار می‌دهند، بر برهم‌کنش‌های دافعه ذره-ذره غلبه می‌کنند. در این شرایط، ذرات از موقعیت تعادل خود خارج می‌شوند و به هم فشرده می‌شوند، که به ساختار نامنظم و پراکنده‌تری انجامیده و ویسکوزیته سیال افزایش پیدا می‌کند.
این تغییرات در رفتار سیال به نامنظم شدن ساختار در نتیجه افزایش نیروهای برشی بالا، نشان‌دهنده پدیده‌ای به نام "شکست تشکیل‌دهنده" (Shear Thinning) است که در بسیاری از سیالات مایع، به خصوص در سیالات حاوی ذرات، مشاهده می‌شود.
نرخ برش بحرانی به عنوان نرخ برشی تعریف می‌شود که در آن نیروهای برشی که ذرات را به هم فشار می‌دهند، معادل برهم‌کنش‌های ذرات دافعه (نیروهای دافعه ذره-ذره) می‌شوند. در این نقطه، نیروهای برشی و نیروهای دافعه به تعادل می‌رسند و سیال در یک وضعیت تعادل برشی قرار می‌گیرد.
این نرخ برش بحرانی نقطه‌ای است که تأثیرات نیروهای برشی و نیروهای دافعه تعادل ایجاد می‌کنند و به طور گسترده در مطالعات رئولوژیک سیالات و مواد جامد معلق در آنها مورد استفاده قرار می‌گیرد. این نقطه بحرانی مشخص‌کننده‌ی شرایطی است که در آن سیال از رفتار نیوتنی به رفتار غیرنیوتنی تبدیل می‌شود.
هیدروکلسترینگ

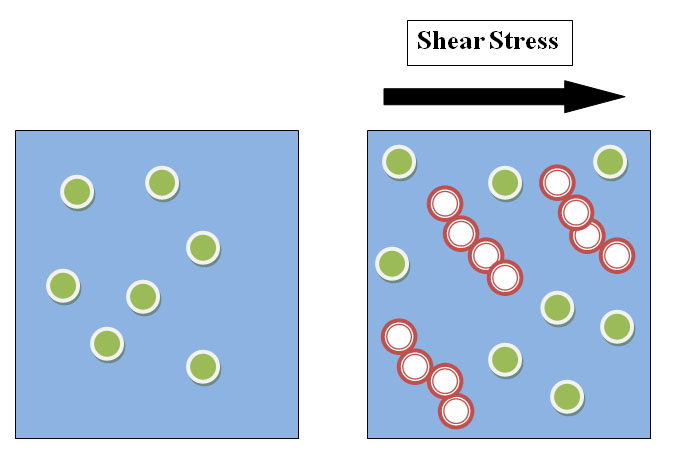
خوشه‌بندی گذرا ذرات در محلول.

هنگامی که ذرات یک سوسپانسیون تثبیت شده از وضعیت بی حرکت به وضعیت متحرک تغییر می‌کنند، گروه‌های کوچکی از ذرات خوشه‌های آبی تشکیل می‌دهند و ویسکوزیته را افزایش می‌دهند. این خوشه‌های هیدرولیکی از ذرات فشرده به شکل لحظه‌ای به یکدیگر فشرده می‌شوند و یک زنجیره نامنظم و مانند میله از ذرات را شبیه به یک ترافیک ایجاد می‌کنند. در تئوری، ذرات با شکاف‌های بین ذره‌ای بسیار کوچک مجهز هستند، که این خوشه آبی لحظه‌ای و گذرا را غیرقابل تراکم می‌سازد. احتمال وجود خوشه‌های آبی اضافی از طریق تجمع نیز وجود دارد.
هنگامی که ذرات یک سوسپانسیون تثبیت شده از وضعیت بی حرکت به وضعیت متحرک تغییر می‌کنند، گروه‌های کوچکی از ذرات خوشه‌های آبی تشکیل می‌دهند و ویسکوزیته را افزایش می‌دهند. این خوشه‌های هیدرولیکی از ذرات فشرده به شکل لحظه‌ای به یکدیگر فشرده می‌شوند و یک زنجیره نامنظم و مانند میله از ذرات را شبیه به ترافیک ایجاد می‌کنند. در تئوری، ذرات با شکاف‌های بین ذره‌ای بسیار کوچک مجهز هستند، که این خوشه آبی لحظه‌ای و گذرا را غیرقابل تراکم می‌سازد. احتمال وجود خوشه‌های آبی اضافی از طریق تجمع نیز وجود دارد.
مثال ها
نشاسته ذرت و آب (اوبلک)
نشاسته ذرت به عنوان یک عامل غلیظ‌کننده متداول در عملیات پخت و پز به کار می‌رود و همچنین نمونه‌ای بسیار خوب از سیستم ضخیم‌کننده برشی است. هنگامی که به ترکیبی از آب و نشاسته ذرت با نسبت ۱:۱٫۲۵ نیرو اعمال می‌شود، این مخلوط به شکل جامد عمل می‌کند و مقاومتی در برابر نیرو اعمال شده ایجاد می‌کند.
سیلیس و پلی اتیلن گلیکول
نانوذرات سیلیس در محلول پلی‌اتیلن گلیکول پراکنده می‌شوند. این ذرات سیلیس به عنوان یک ماده با استحکام بالا در هنگام لخته‌سازی عمل می‌کنند. این ویژگی به آن اجازه می‌دهد که در کاربردهایی همچون زره بدن مایع و لنت ترمز مورد استفاده قرار گیرند.
برنامه های کاربردی
کنترل کشش
مواد دیلاتانت به دلیل رفتار ضخیم‌شدن برشی، کاربردهای صنعتی خاصی دارند. به عنوان مثال، در برخی از سیستم‌های تمام چرخ محرک از یک واحد کوپلینگ چسبناک پر از مایع دیلاتانت برای انتقال نیرو بین چرخ‌های جلو و عقب استفاده می‌شود. در سطح جاده با کشش زیاد، حرکت نسبی بین چرخ‌های محرک اولیه و ثانویه یکسان است، بنابراین برش کم است و قدرت کمی منتقل می‌شود.
هنگامی که چرخ‌های محرک اولیه شروع به لیز خوردن می‌کنند، برش افزایش می‌یابد و باعث غلیظ شدن سیال می‌شود. با غلیظ شدن سیال، گشتاور منتقل شده به چرخ‌های محرک ثانویه به طور متناسب افزایش می‌یابد، تا زمانی که حداکثر قدرت ممکن در حالت کاملاً غلیظ منتقل شود. این سیستم، از نظر اپراتور، به صورت کاملاً غیرفعال است و در صورت نیاز هر چهار چرخ را برای راندن درگیر می‌کند و پس از رفع نیاز به حالت دو چرخ محرک باز می‌گردد. این سیستم به طور کلی برای وسایل نقلیه جاده‌ای به جای وسایل نقلیه خارج از جاده استفاده می‌شود، زیرا حداکثر ویسکوزیته مایع گشادکننده مقدار گشتاوری را که می‌توان از طریق کوپلینگ عبور داد، محدود می‌کند.
منابع
 Galindo-Rosales, Francisco J.; Rubio-Hernández, Francisco J.; Velázquez-Navarro, José F. (22 May 2009). "Shear-thickening behavior of Aerosil® R816 nanoparticles suspensions in polar organic liquids". Rheologica Acta. 48 (6): 699–708. Bibcode:1974AcRhe..13.1253J. doi:10.1007/s00397-009-0367-7. S2CID 98809104.
 Cunningham, Neil. "Rheology School". Brookfield Engineering. Archived from the original on 25 July 2011. Retrieved 4 June 2011.
لینک های خارجی
- پارچه برشی ضخیم کننده (STF): انتشارات
- زره بدن مایع: رئولوژیست ها مایعات ضخیم کننده برشی را روی تجهیزات محافظ اعمال می کنند
- علوم ارتش: روبات ها، زره مایع و واقعیت مجازی
- "نیروها برای آزمایش زره مایع"

1. ↑   {{cite book}}: Empty citation (help)